# Influencia del árabe en el español
La influencia del idioma árabe en el español ha sido significativa, especialmente en el léxico, debido a la prolongada presencia arabófona en la península ibérica desde el siglo viii hasta el siglo xvii. Se estima que un 75 % del vocabulario español proviene del latín (principalmente voces patrimoniales),  mientras que al árabe se le atribuye un 8 % que se corresponde con las cuatro mil palabras que el filólogo Rafael Lapesa considera arabismos en el español.
La influencia árabe fue más notoria en el sur y este de al-Ándalus, como se denominó en árabe a la península ibérica. La conquista musulmana de Hispania se logró parcialmente en poco más de una década. Poblaciones arabófonas comenzaron a instalarse a partir de entonces. Más tarde, en el año 756, fue establecido el Emirato de Córdoba, seguido del Califato de Córdoba ya en el año 929 y más tarde los diversos reinos de taifas. El árabe fue la lengua dominante en al-Ándalus (superestrato), a la vez que entraba en contacto con las lenguas vecinas de los reinos cristianos septentrionales (adstrato).
El resultado en el español actual son muchos topónimos, sustantivos y nombres propios. Hay que distinguir entre las palabras tomadas directamente del árabe y aquellas que se han formado posteriormente en español por derivación. Así por ejemplo alcohol es una palabra de origen árabe, mientras que alcohólico estrictamente hablando no lo es, aunque su raíz sí es de origen árabe. Teniendo esto en cuenta, los verbos de origen árabe directo son muy escasos, tampoco hay demasiados adjetivos y adverbios y hay una sola preposición procedente del árabe, hasta. Esto puede reflejar que la influencia —siendo amplia y muy importante— no consiguió variar la estructura romance del español.

## Contexto histórico
El árabe se habló en España en el periodo historiográfico conocido como al-Ándalus, que se inicia en el 711 con la batalla de Guadalete y finaliza con la conquista de Granada en 1492. Luego de la Reconquista cristiana, aún quedarían comunidades arabófonas aisladas hasta la expulsión de los moriscos en el 1613. Se fue conformando en la península ibérica una variedad local del habla denominada árabe andalusí. Lo que hoy se conoce como español o castellano tuvo su origen en el Reino de Castilla, fundado en el siglo x cuando la presencia islámica en la península era elevada. No solo el castellano antiguo fue influenciado por el árabe sino también las demás variedades romances de la península ibérica y, en menor medida, otras muchas lenguas en Europa. En el caso particular del idioma catalán el impacto del árabe ha sido menor, debido a la detención del avance musulmán en la batalla de Poitiers en 732 por Carlos Martel y la posterior formación de la Marca Hispánica. No obstante, sí hay abundante toponimia de origen árabe en las zonas de la antigua Corona de Aragón que fueron conquistadas de forma más tardía.

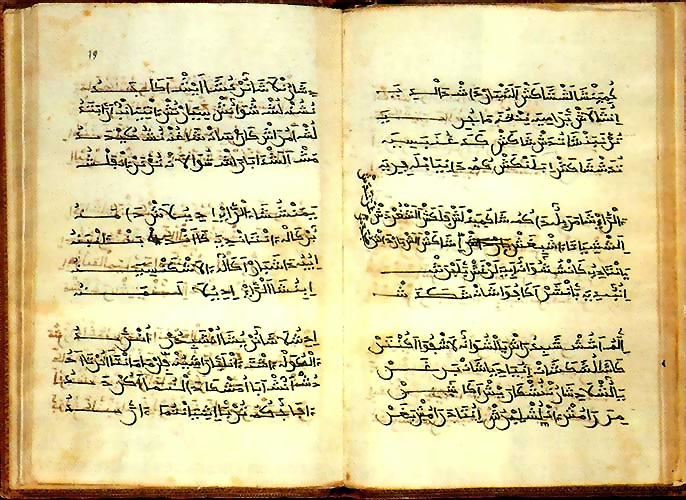
El Poema de Yuçuf es un conocido ejemplo de aljamiado, es decir, escribir alguna lengua romance en alfabeto árabe en vez de latino.

En muchas regiones, especialmente en la frontera entre los reinos musulmanes y cristianos, convivieron personas de hablas romances con arábigas, además de numerosos intercambios comerciales y tecnológicos. La existencia de bilingües y personas que transitaban entre una región y otra produjo situaciones sociolingüísticas para una influencia mutua. Un ejemplo es la aljamía, textos escritos en una variedad romance (castellano o aragonés sobre todo) por musulmanes de los reinos cristianos, que usa el alfabeto árabe por motivos principalmente religiosos.
Con el transcurso de la Reconquista, el castellano comenzó a tener un impacto creciente en las tierras musulmanas en donde la lengua castellana nunca había sido hablada. Mientras, los mozárabes, cristianos parcialmente arabizados que vivían en territorio andalusí, emigraban al norte durante las épocas de persecuciones religiosas (particularmente como resultado de la conquista de los almorávides en el siglo xii).
El grado hasta el cual el árabe se infiltró en las capas de la sociedad ibérica en ese momento es todavía hoy objeto de debate académico, sin embargo es comúnmente aceptado el uso habitual de lengua árabe por lo menos entre las élites locales. Se hipotetiza si fue el Reino Nazarita de Granada, el último reino musulmán en la península ibérica el único que fue totalmente arabizado. Sea como sea, los arabismos pueden encontrarse en muchos campos semánticos del español actual, como por ejemplo el de los oficios, la agricultura, el agua o los alimentos y utensilios. Los arabismos son más abundantes en los dialectos de la zona meridional, especialmente en la toponimia.

## Influencia léxica
La mayor influencia del árabe en el español es sobre todo léxica, pues poco influyó en aspectos estructurales como la morfosintaxis. Las palabras con origen árabe son denominadas «arabismos», y entre las lenguas romances, el español, el portugués, el catalán-valenciano y el siciliano son las que más presencia tienen, en ese orden. Además de arabismos, la influencia léxica en el español se extiende a refranes, proverbios, antropónimos y topónimos (nombres de lugar).

### Arabismos
En el léxico del español se estima que existen unos dos mil arabismos (Corrientes), aunque la cifra puede variar a mil quinientos (Leicht, 1933). El número es tan variable debido a que existen diferentes variedades del español en espacio y en tiempo. Por ejemplo, los arabismos son más comunes en los dialectos aragonés, valenciano y andaluz, lugares que antaño tuvieron gran presencia mozárabe, mientras que los dialectos americanos del español cuentan con muchos menos arabismos. Es también sabido que en el español medieval existieron muchísimos más arabismos que en el actual. Palabras que hoy se ven como antiguadas o han quedado totalmente en desuso porque fueron sustituidas por sus equivalentes latinos (por ejemplo alfadía → soborno, alfaquín → doctor, alfayate → sastre, alcohela → escarola, albéitar → veterinario). De hecho, en el léxico castellano se da el caso de que un mismo concepto se puede expresar con dos palabras de diferentes etimologías, una de origen árabe y la otra de origen latino, es el caso de:
- acebibe y pasa
- aceite y óleo
- aceituna y oliva
- adive y chacal
- alacrán y escorpión
- albotín y terebinto
- alcancía y hucha
- alfóncigo y pistacho
- alhaja y joya
- alhajero y joyero
- aljaba y carcaj
- almáciga y mástique
- almirez y mortero
- alquiler y arriendo
- ajonjolí y sésamo
- baharí y halcón
- matalahúva y anís
- jaqueca y migraña
- jarabe y sirope[nota 1]
- regaifa y pan
- zumo y jugo
- alfajeme y barbero
- alcama y coloquíntida
- zoco y mercado

Los arabismos del español se refieren casi siempre a objetos materiales. Se da una elevada cantidad de arabismos en ciertas categorías, como en el caso de las plantas:
- acelga
- ajedrea
- alcachofa
- alcornoque
- alfalfa
- algarrobo
- alpiste
- arrayán
- aulaga
- azamboa
- berenjena
- calabaza
- sábila
- sandía
- jara
- jaramago
- jazmín
- tamarindo

En la artesanía:
- ajorca
- alahílca
- alamar
- alcadafe
- alcanfor
- alcarraza
- alicate
- alfarería
- alpargata
- garrafa
- jarra
- redoma

En la tecnología hidráulica:
- aceña
- acequia
- alarife
- albañal
- alberca
- aljibe
- almenara
- azud
- noria

En astronomía y ciencia:
- acimud
- Aldebarán
- álgebra
- algoritmo
- almanaque
- almicantarat
- alquimia
- atíncar
- cénit
- cero
- cifra
- química

En la milicia:
- aladar
- alarde
- alcazaba
- alcázar
- alfanje
- alférez
- almirante
- almogáver
- atalaya
- moharra
- tahalí
- velmez

En el comercio:
- abacería
- aduana
- alatar
- alcabala
- alcaicería
- alhóndiga
- almojarife
- arancel
- fanega
- quintal
- tarifa
- zoco

En la organización territorial:
- aduana
- alcudia
- aldea
- alfoz
- almunia
- arrabal o rabal
- arriate
- barrio
- marjal

En la arquitectura y la construcción:
- alambor
- alarife
- aldaba
- alfarje
- alféizar
- arrocabe
- gálibo
- jabalcón
- tabique
- talud
- taujel
- zaguán

Algunos autores también dan origen árabe a algunas interjecciones y expresiones como: «¡Ole!», «¡Hala!» o «¡Arre!». Federico Corriente atribuyó al árabe varios modismos, como «troche y moche», «trancas y barrancas» y «jolín», así como el nombre para las canciones de cuna, las nanas, y cómo suelen empezar, «nana, nanita, nana» (del árabe نام نام أنت نام nām nām inta nām, ‘duerme, duerme, duérmete’).
El artículo árabe al- fue incluido en el vocabulario castellano (como a- en palabras que en árabe empiezan por letras solares), pasando a formar parte de muchas palabras, en lugar de permanecer como constituyente sintáctico, si bien esto ya no afecta a la morfología del castellano, sino solo al léxico.
- aceite
- aceituna
- azafrán
- azúcar
- arrecife
- Albacete
- Alcalá
- albaricoque
- almohada
- algodón
- alquería
- atarraya

La inmensa mayoría de arabismos en el español son de la época andalusí, aunque algunos también han sido tomadas durante los siglos xix y xx de la variante del árabe hablada en Marruecos, no sólo debido a la proximidad de ambos países, sino también debido al protectorado español en el territorio del norte del actual Marruecos, así como sobre el denominado Sáhara Occidental.

### Paremiología y fraseología
A mediados del siglo xx se comienza a estudiar la influencia árabe en la paremiología (proverbios y refranes) del idioma español. Si bien previamente encontramos algunas observaciones sugestivas, casi siempre genéricas, el primer estudio paremiológico con carácter riguroso que compara árabe y español es realizado por al-ʾAhwānī en 1962. Posteriormente destacan los estudios de su discípulo Bencherifa, así como de Emilio García Gómez, y posteriormente de Soha Abboud Haggar y José María Fórneas. Algunos ejemplos de paralelismos en refranes y proverbios:
- كُلَّ بَرْطَالَ عَلَى سُبُولَة kul-la berṭala ʿala subūla (‘cada gorrión con su espiga’)  → «Cada gorrión con su espigón»
- خُبْزْ أَلْمُقِيتْ مَرَّتَي يُؤْكَلْ jubz al-muqīt marratey yuʾkal (‘el pan del avaro, dos veces es comido’)  → «Pan de mendigo, dos veces es comido»
- أَعْمَي أَلَّذِي لَا يَرَى مِنْ عَيْنْ أَلْغِرْبَالْ aʾmey alaḍi la yarā min ʿeyn alġirbal (‘el ciego que no ve por el ojo del cedazo’) → «Cuán ciego es aquel que no ve por la tela de cedazo»
- إِذَا رَأَيْتْ لَحْيَة جَارِكْ تَنْتَتِفْ أَجْعَلْ مِتَاعَكَ فِي الدِّبَاغُ iḍa raʿeyt lahyat ǧarik tantatif ʿaǧʿal mitaʿak fi ad-dibaġ (‘cuando la barba de tu vecino vieres pelar, pon la tuya a remojar’)  → «Cuando las barbas de tu vecino veas afeitar, pon las tuyas a remojar»
- طشطون أخير من الجوع ṭuštūn ʾajīr min al-ǧūʿ (‘tostones mejor que el hambre’) → «A falta de pan, buenas son las tortas»[12]

En cuanto a fraseología, algunas frases religiosas como «si Dios quiere» se atribuyen al árabe إِنْ شَاءَ ٱللَّٰهُ in šāʾa -llāh, que significa lo mismo.

### Toponimia
La influencia de la lengua árabe es más notoria en los topónimos de la península ibérica que en las lenguas romances de la península. Entre los topónimos más conocidos están los siguientes:
- Albarracín:: pueblo de Aragón. Deriva del árabe Al Banū Razin, nombre de uno de sus históricos gobernadores de origen bereber.
- Albacete: ciudad de la región de Castilla-La Mancha. Su nombre proviene del árabe al-basīṭ (البسيط), ‘la planicie, la llanura’.
- Alcalá: Varios municipios tienen este mismo nombre. Por ejemplo Alcalá de Guadaíra, Alcalá de los Gazules, Alcalá del río, Alcalá del Júcar,  Alcalá de Chivert o Alcalá de Henares. También otras localidades probablemente, como Santa Olalla del Cala (Huelva). Del árabe al-qala`a (القلعة), ‘el castillo’.
- Alcolea municipio situado en la provincia española de Córdoba. Del árabe al-cula‘a (القلعة), 'castillo pequeño'. Hay varios otros pueblos con ese nombre.
- Algarve: Región sureña de Portugal. Del árabe al-ġarb (الغرب), ‘el oeste, el occidente’.
- Algeciras: Ciudad y puerto de la provincia de Cádiz, Andalucía. Deriva de al-ŷazīra al-ḫaḍra’ (لجزيرة الخضراء), ‘la isla verde’.
- Pico Almanzor: cuyo verdadero nombre es Plaza del Moro Almanzor, es la punta más alta de las que coronan el circo de Gredos, y por lo tanto la más alta de dicha Sierra de Gredos. El nombre proviene de Almanzor (المنصور al-manṣūr), líder militar y religioso durante el Califato de Córdoba.
- La Almarcha: Del árabe al-merŷa, ‘el prado, el humedal’.
- Almería: Ciudad costera de Andalucía. Deriva de al-meraya, ‘atalaya, torre de observación’.
- Alovera: Municipio situado en la provincia española de Guadalajara. Del árabe andalusí al-huwayra, ‘el olmo’.
- Alpujarras: (originalmente Alpuxarras) Región que se extiende desde el sur de Granada hasta Almería. Del árabe al-busherat, ‘tierras de pastoreo’.
- Andalucía: La más poblada y meridional de las comunidades autónomas españolas. Deriva de Al-Ándalus (الأندلس) el nombre árabe de la península ibérica bajo la ocupación musulmana.
- Axarquía: Región oriental de la provincia de Málaga, Andalucía. Del árabe ash-sharquía (الشرقية), que justamente significa ‘región oriental, del este’.
- Azuqueca: Municipio situado en la provincia española de Guadalajara. Del árabe as-suqaiqa (زُقيقة), ‘el camino’.
- Gibraltar: Peñón de Gibraltar, montaña de la cordillera Penibética, deriva de la palabra árabe Ŷabal Tāriq (جبل طارق) que significa ‘montaña de Táriq’, en recuerdo del general musulmán Táriq ibn Ziyad.
- Guadalajara: Ciudad y provincia de la región de Castilla-La Mancha. Deriva de Wādī al-Ḥijārah (وادي الحجارة), literalmente, ‘río o cañón de piedras’.
- Guadalquivir (Río): Deriva del árabe al-wādī al-kabīr (الوادي الكبير), ‘el gran río’.
- Guadalupe (río): Municipio situado en la provincia española de Cáceres. Su etimología es un híbrido entre el árabe wādī (وادي) y el latín (lupus, lupi), y significa ‘río de los lobos’.
- Guadix: Del árabe andaluz wad ish, ‘río Ash’, a su vez, arabización del nombre nativo Acci. Ciudad ubicada en la provincia de Granada.
- Jabalcón: Monte ubicado en Zújar (provincia de Granada). Del árabe ŷabal al-kuhl (جبل الكحل), ‘montaña de antimonio’.
- Jaén: Ciudad de Andalucía, a partir de Ŷayyān, ‘encrucijada de caravanas’.
- Javalambre: Sierra de la provincia de Teruel. Deriva de ŷabal ‘monte’ y hamr ‘rojo’.
- La Malaha: Del árabe al-maliha, ‘la salina’, por las salinas ubicadas en ese pueblo granadino.
- La Mancha: Nombre histórico de las amplias estepas áridas que abarcan gran parte de las provincias de Albacete, Ciudad Real, Cuenca y Toledo. Su denominación deriva del árabe la'a ma-anxa, que literalmente significa ‘sin agua’.
- Medina Sidonia: Ciudad y municipalidad en la provincia de Cádiz (comunidad autónoma de Andalucía). Deriva del árabe madīnat, ‘ciudad’ (como la urbe árabe saudita de Medina).
- Mulhacén: El Mulhacén, con una altitud de 3478,6 m s. n. m., es el pico más alto de la península ibérica, y el segundo de España, tras El Teide de 3718 metros (Tenerife, Canarias). Su nombre viene de Muley Hacén, castellanización del nombre de Mulay Hasan, antepenúltimo rey nazarí de Granada en el siglo xv, del que se dice fue enterrado en esta montaña.
- La Sagra: Región árida entre Toledo y Madrid. Proviene del árabe saġra (الثغرة), ‘frontera, fuerte de frontera’.
- Tarifa: Pueblo del sur de España. Originalmente Ŷazīra Tarīf (جزيرة طريف), ‘la isla de Tarif’. Proviene del primer nombre del conquistador bereber, Tarif ibn Málik.
- Cabo Trafalgar: Del árabe andalusí taraf al-ġar.
- Zújar: Del árabe sujair, ‘rocas’. Pueblo de la comarca de Baza, en la provincia de Granada.

### Antroponimia
Algunos nombres de persona frecuentes en los países donde se habla español tienen etimología árabe:
- Abencerraje: nombre del antepasado de esta familia granadina de procedencia árabe: los Banu Sarraŷ بنو السراج[13]
- Aixa, Aisha (عائشة‎, ʿĀʾiša) [cita requerida]
- Alí (علي‎, ʿAlī) [cita requerida]
- Almudena (المودينا‎, Al-Mudayna), relacionado con la Virgen de la Almudena
- Fátima (فاطمة‎, Fāṭima), relacionado con la Virgen de Fátima
- Omar (عمر‎, ʿUmar)
- Salma (سلمى‎, Salma), de سلام salām (‘paz’)
- Soraya (ثريا‎, Zurayyā)
- Yamil, yamila (جميل, جميلة‎, Jamīl, Jamīla), ‘bello, bella’ [cita requerida]
- Yasmín, Yasmina (ياسمين‎, Yāsamīn) [cita requerida]
- Zaira (زاهرة‎, Zāhira), ‘floreciente’ [cita requerida]
- Zulema (سليمة‎, Sulayma), forma masculina de سليمان Sulaymān, ambos de سلام salām (‘paz’) [cita requerida]

## Influencia morfológica

### Sufijo-í
La formación de gentilicios y otros adjetivos en árabe es simplemente con la adición de ي (la letra īāʾ, que representa una ‘i’) al final de la palabra, si es género masculino o ية en género femenino (-ía). Este sufijo fue calcado en el español, especialmente con los gentilicios relacionados con el mundo árabe o musulmán, por ejemplo:
- andalusí
- azerí
- bareiní
- bengalí
- catarí
- ceutí
- dubaití
- emiratí
- granadí
- hutí
- iraní
- israelí
- kuwaití
- magrebí
- marroquí
- omaní
- pakistaní
- punyabí
- sefardí
- somalí
- yemení

En muchos casos, el sufijo -í es perfectamente intercambiable por su equivalente latino, -ita. Por ejemplo, saudí → saudita, chií → chiita, coraichí → coraichita, israelí → israelita. Este sufijo se puede encontrar en contados sustantivos, como es el caso de «jabalí», que proviene de la palabra árabe ﺠﺒﻝ ŷábal (‘montaña’), es decir, ‘el [animal] de la montaña’. Así también ocurre con «alhelí» (‘el bondadoso’, de al-jair, ‘la bondad’), «baladí» (‘el de aquí’, de balad, la tierra), «carmesí» (‘el [color] de la cochinilla’, pues «cochinilla» se dice qarmiz), «maravedí» (‘el [dinero] de los morabit’), «zahorí» (‘el de Zuhra’, que significa Venus), etcétera. Y en el caso del género femenino, «sandía» (‘la [fruta] del Sind’), «algarabía» (‘la [lengua] árabe’), o «alboronía» (‘la [receta] de Burán’).

## Influencia sintáctica

### Hipótesis de la estructura verbo–sujeto–objeto (VSO)
Como en la mayoría de las lenguas romances, el orden de las palabras en español se rige principalmente por la topicalización y la focalización. Dicho de otro modo, los principales constituyentes sintácticos de una oración en español pueden estar en cualquier orden. Además, ciertas estructuras oracionales tienden a favorecer mensajes específicos. Aun así, el español moderno se clasifica en tipología lingüística como una lengua SVO, al igual que el resto de lenguas romances, ya que esta es la estructura más marcada.
En 1981, el filólogo español Rafael Lapesa planteó la hipótesis de que las órdenes de oraciones VSO (p. ej. «cantar yo quiero») que son más frecuentes en español y portugués que en otras lenguas romances posiblemente se debieran a una influencia semítica (presumiblemente árabe) en el idioma. Lapesa en su momento consideró que el tema no había sido suficientemente investigado y requería un estudio comparativo más riguroso del español con otras lenguas romances y semíticas. 
En un estudio de 2008 se explica que, aunque los registros escritos más antiguos del español (siglo xiii) usan un orden VSO, esto no afecta a los documentos escritos después de esa época. También se ha planteado la hipótesis de que el mencionado orden VSO seguía siendo el orden más común de las obras literarias hasta el siglo xvii. Otro estudio de 2012 comparaba el español, el italiano y el francés, y mostró que el último es el más estricto en cuanto al orden SVO, seguido del italiano. En términos de orden constituyente, el español es de orden más variable de los tres. En el caso del francés, esto es el resultado de un proceso histórico, ya que el francés antiguo era, según consta en los registros, el más variable. Asimismo, cabe destacar que el orden VSO es inexistente tanto en el francés como en el italiano, y solo se da en el español y portugués.

## Influencia fonética
Los arabismos integrados en el español sufren las mismas transformaciones fonéticas que el resto del vocabulario. Por ejemplo:
- Las aspiradas árabes se asimilaron con la única aspirada romance, la «h» aspirada [h] o [h], alófono de / f / -que estaba en vías de desaparición- y produjeron diferentes resultados: o se representaron por «h», o fueron reemplazadas por «f». De ahí las alternancias en algunas formas: rahal /rafal, Alhambra / Alfambra, alholí / alfolí.
- En algunos préstamos del árabe se sonorizaron las oclusivas sordas intervocálicas al igual que ocurría con las palabras latinas: al-qutun > algodón.
- Palatalización de «nn»: an-nil > añil, al-bannā' > albañí > albañil.
- En este romance castellano no se conocen las palabras terminadas en vocal acentuada (salvo algunas terminaciones verbales: canté, salí) por lo que transformó los nombres árabes con esa vocal final acentuada añadiéndoles una consonante paragógica posible en castellano: al-kirā' > ant. alquilé > alquiler, al-bannā' > albañí > albañil.

En un estudio de 1933, el filólogo Navarro Tomás postuló la idea de que la s predorsal o laminar o coronal, más extendida en Andalucía que en el resto de áreas de la península ibérica (donde en cambio prevalece la s apical o /s̺/), es debido a la influencia del árabe.

## Falsas atribuciones
Hay una coincidencia en los sistemas fonológicos del árabe y del español moderno en la presencia en las dos lenguas de los fonemas /θ, x/ (como en español zeta y jota o en árabe ث ṯā’ y خ ḫā’). Dichos sonidos son raros en las lenguas romances, por lo que algunos autores han atribuido su desarrollo en español moderno a la influencia del árabe. La mayoría de autores no acepta esta explicación, ya que esos sonidos solo aparecen documentados en español a partir del siglo xvi, cuando la influencia del árabe era casi inexistente, y como desarrollo de cambios fonéticos previos que empezaron con la pérdida de la oposición de sonoridad en los fonemas asibilados. [cita requerida] Así los sonidos del español medieval /ʦ, ʣ/ evolucionaron primero a la predorsal /s̪̺/ y luego a /θ/ (este último cambio que no se dio en América, ni Andalucía), mientras que /š, ž/ evolucionaron a /š/ y de ahí a /x/. Esta evolución no se aprecia en documentos anteriores al siglo xv y no parece tener nada que ver con un adstrato árabe (de hecho, en algunos lugares del Magreb el fonema /θ/ ni siquiera se articula como en español, sino como [ʦ] que es una pronunciación ajena al español moderno).